# HMS Belfast
HMS Belfast (C35) är en lätt brittisk kryssare som bland annat användes under andra världskriget och Koreakriget. HMS Belfast tjänstgjorde under andra världskriget och deltog i sänkningen av den tyska slagkryssaren Scharnhorst. HMS Belfast deltog också i bombardemanget före landstigningen i Normandie.
Sedan 1971 är HMS Belfast ett museifartyg, förtöjt vid Tower Bridge i London, och öppet för allmänheten. Originalinspelningar av radiotrafiken från jakten på Scharnhorst går att avlyssna ombord.